# Воинов, Владимир Васильевич
Владимир Васильевич Воинов (1882 — 1938) — русский поэт-сатирик и прозаик.

## Биография
Отец Воинова ― разжалованный за вольнодумство казачий офицер, горный инженер, дворянин (оставил семью, когда Воинову было 5 лет); мать ― сельская учительница, калмычка. Воспитывался в Новочеркасском казачьем юнкерском училище (в 1897 был исключён за участие в волнениях, вызванных жестокостью ротного командира). Учился в Екатеринославском высшем горном училище (не окончил, в 1907 ― студент 4-го курса).
Работал горным мастером на шахтах Донбасса. В первые начал печататься в 1904 году в екатеринославской газете «Приднепровский край», где вёл под псевдонимом Омикрон отдел губернской хроники «Между прочим». В 1906 году А. С. Серафимович привлёк его к сотрудничеству в новочеркасской газете «Донская жизнь», первая публикация ― басня «Три казака» (1906, подпись Васильевич); Воинов вёл в ней отдел «Сегодня», печатал заметки из жизни шахтёров и крестьян-казаков. Писал также пародии; в начале 1909 года отправил некоторые из них в журнал «Сатирикон» и вскоре получил приглашение А. Т. Аверченко стать сотрудником журнала (первая миниатюра Воинова «В кулуарах» ― 1909), до 1913 года из номера в номер печатал злободневные басни, пародии, юмористические рассказы.
Острыми и политически направленными были стихотворные фельетоны Воинова: «Россия в кавычках. (Под Бальмонта)» (1909), «Миропонимание и мироощущение» (191О), «Политическая шагистика» (1911), «Взгляд со стороны» (1912), «Громовержцам» («Вы, Хвостовы и прочие…») (1913). В 1913 году входит в состав редакции «Нового Сатирикона» и переезжает на постоянное жительство в Петербург. В 1913 году в различных периодических изданиях публикует реалистические рассказы: «В заповедных водах», «В степи», «На заре жизни», «Мадонна», «Красивая печаль», «На борьбе». Печатался также в журналах «Аргус», «За 7 дней», «Нива», «Северный луч», «Лукоморье», «Отечество», «Ежемесячный журнал», «Синий журнал», «Северные записки».
В 1914 году в издательстве «Новый Сатирикон» Воинов выпустил первый сборник «Солнечные рассказы». В 1915 году в том же издательстве вышла книжка фельетонов Воинова «Нехорошие положения», имевшая успех у читателей. Событиям 1-й мировой войны (Воинов был освобождён от военной службы, так как вследствие аварии на руднике в 1906 году у него была ампутирована кисть левой руки) посвящены написанные в приподнятом официально-патриотическом тоне рассказы сборнике «Сильные духом» (1915), и рассказ «Ки-ка-пу» (1917) с авантюрно-опереточным сюжетом о героизме международного вора. В романе «Чёртово колесо» (1916) Воинов предпринял малоудачную попытку объединить жанры детективного, нравственного и социального романов.
В стихотворной книжке «Политические сказки и басни» (1917) с позиций умеренного либерализма высмеивал, подчас злобно, политические партии и движения в период между Февральской и Октябрьской революциями 1917 года. Октябрьскую революцию принял не сразу. Решительное влияние на него оказала встреча с М. Горьким, который в 1919 году привлёк Воинова к сотрудничеству в одном из первых советских детских журналов «Северное сияние». С 1919 года Воинов ― сотрудник «Окон РОСТа», газеты «Красная звезда», ленинградских юмористических журналов «Мухомор», «Бегемот», «Смехач», «Дрезина», «Красные огни». В 1926―1929 гг. заведовал редакцией журнала «Пушка» (приложение к «Красной газете»). Воинов ― автор детских книг, либретто оперы-оратории «Фронт и тыл» (1931) композитора А. П. Гладковского.